# Rodney Boll
Rodney Maurice Boll (* 9. Juli 1952 in Fillmore, Saskatchewan; † 28. Januar 2021 ebenda) war ein kanadischer Sportschütze. 
Rodney Boll gewann bei den Panamerikanischen Spielen 1995 in Mar del Plata die Goldmedaille im Mannschaftswettkampf im Doppeltrap. Bei den Olympischen Sommerspielen 1996 belegte er im Doppeltrap-Einzelwettbewerb den 19. Platz.
Boll war verheiratet und hatte drei Söhne.